# Hoop Projek
Het Hoop Projek (Engels: Hope Project) is een ontwikkelingssamenwerkingsproject van de Zuid-Afrikaanse Universiteit Stellenbosch. De Universiteit Stellenbosch heeft aan de hand van de Millenniumdoelstellingen van de Verenigde Naties een aantal speerpunten opgesteld om een paar grote binnenlandse problemen (van Zuid-Afrika) op te lossen. De belangrijkste werkwijze van het Hoop Projek is om academische kennis te gebruiken om lokale problemen op te lossen.

## Doelstellingen
- Basisbehoeften:

Het uitwissen van armoede en aanverwante toestanden
- Leven:

De bevordering van de menswaardigheid en gezondheid
- Mensen:

De bevordering van democratie en mensenrechten
- Omgeving:

De bevordering van vrede en veiligheid
- Landbouw:

De bevordering van een duurzame omgeving en een diverse nijverheid